# Jorge Goldenberg
Jorge Goldenberg (Argentina, 19 de octubre de 1941) es un actor, guionista, escritor, profesor y director de cine y teatro que ha realizado guiones para películas de varios países, entre ellos, Argentina, Colombia y España, y obtenido premios nacionales e internacionales por ese rubro.

## Actividad profesional
Estudió en el Instituto de Cinematografía de la Universidad Nacional del Litoral, donde egresó en 1966. Fue beneficiado con una beca de investigación del Fondo Nacional de las Artes y luego con otra para Europa. Como al retornar al país sólo trabajó como asistente de dirección en varios largometrajes, decidió escribir teatro; su primer texto para teatro se puso en escena bastante rápido y anduvo bien y el segundo, no mucho después, ganó el premio Casa de las Américas en Cuba. 
En su actividad docente vinculada al cine dictó cursos en el Centro de Formación de Guionistas Luis García Berlanga de la Universidad Menéndez Pelayo, en España, entre 1995 y 2001, en la Escuela Internacional de Cine de Cuba entre 1988 y 1998) y en la Fundación Universidad del Cine en Buenos Aires en 1995. También fue tutor en el concurso Desarrollo de Guiones del INCAA en 2018.
En 1966 hizo un cortometraje documental con Hugo Bonomo, Patricio Coll y Luis Zanger, todos del Instituto de Cinematografía la Universidad Nacional del Litoral, titulado Hachero nomás sobre la compañía La Forestal y sus hacheros. Años después se planteó volver sobre el tema con Carmen Guarini y Marcelo Céspedes de Cine-ojo, así como con Patricio Coll. Allí surgió el largometraje Regreso a Fortín Olmos (2008)
Entre las películas cuyos guiones realizó o correalizó se destacan Los gauchos judíos (1974), Sentimental (requiem para un amigo) (1980), Miss Mary (1986), La película del rey (1986) y La fuga (2001)
También escribió obras de teatro, entre las que se recuerdan Sería mucho más sencillo, La lista completa, Krinsky y Fotos de infancias.

## Filmografía
Director
- Regreso a Fortín Olmos (2008)
- La Nueva Francia (Abandonada) (1972)
- Hachero nomás (cortometraje) (1966)
- Oficio (cortometraje) (1965)

Intérprete
- Donde comienza el camino (2005) …Entrevistado
- La noche de las cámaras despiertas (2002) …Entrevistado
- La película del rey (1986) …Técnico 1
- Pasajeros de una pesadilla (1984) …Periodista

Producción
- Regreso a Fortín Olmos (2008)

Guionista
- El color que cayó del cielo  (2014)
- La chica del sur (2012)
- Regreso a Fortín Olmos (2008)
- Morirse está en Hebreo  (2007)
- Las alas de la vida  (2006)
- Los nombres de Alicia  (2005)
- Perder es cuestión de método  (2004)
- Francisca  (2002)
- Otilia  (2001)
- El lugar donde estuvo el paraíso (2001)
- La fuga (2001)
- Tinta roja (1998)
- El entusiasmo  (1998) (producción de Chile, España y Francia)
- El impostor (1997)
- El sueño de los héroes (1997)
- Otra esperanza (1996) (producida en 1984)
- Ilona llega con la lluvia (producción de Italia, Colombia y España) (1996)
- El censor (1995)
- Águilas no cazan moscas  (1994)
- La estrategia del caracol  (1993)
- De eso no se habla (1993)
- La frontera (1991) (coproducción hispano-chilena)
- Eterna sonrisa de New Jersey (1989)
- La película del rey (1986)
- Miss Mary (1986)
- Sostenido en La menor (1986)
- Pasajeros de una pesadilla (1984)
- Plata dulce (1982)
- Sentimental (requiem para un amigo) (1980)
- Queridos compañeros  (1977)(coproducción chileno-venezolana)
- No toquen a la nena (1976)
- Juan que reía (1976)
- Los gauchos judíos (1974)
- La Nueva Francia (Abandonada) (1972)
- Hachero nomás (cortometraje) (1966)

Montaje
- Regreso a Fortín Olmos (2008)

Adaptador
- Sentimental (requiem para un amigo) (1980)

Colaboración en el guion
- Mentiras piadosas (2008)
- La cruz del sur (2002)
- Cicatrices (2001)

Diálogos
- De eso no se habla (1993)

Asistente de dirección
- Los gauchos judíos (1974)

Colaboración autoral
- El color que cayó del cielo (2014)

Supervisión de guion
- La luz incidente (2015)

## Premios y candidaturas
Fundación Konex
- Diploma al mérito en Guion de Cine y Televisión (2001)
- Diploma al mérito en Guion (1994)

Premio Cóndor de Plata de la Asociación de Cronistas Cinematográficos de la Argentina
- Candidato en 2010 al premio al Mejor Videofilme, compartido con Patricio Coll, por Regreso a Fortín Olmos
- Ganador en 2002 del Premio al Mejor Guion Adaptado por La fuga (2001) compartido con Graciela Maglie y Eduardo Mignogna
- Candidato en 1997 al Premio al Mejor Guion Adaptado por El sueño de los héroes compartido con Sergio Renán
- Ganador en 1997 del Premio al Mejor Guion Adaptado por El impostor compartido con María Luisa Bemberg y Alejandro Maci
- Ganador en 1994 del Premio al Mejor Guion Adaptado por De eso no se habla compartido con María Luisa Bemberg
- Ganador en 1987	del Premio al Mejor Guion Original por La película del rey compartido con Carlos Sorin

Premios del Círculo de Escritores de Cine de España
- Candidato en 2002 al Premio al Mejor Guion Adaptado por La fuga (2001) compartido con Graciela Maglie y Eduardo Mignogna

Festival de Cine de La Habana
- Ganador en 1993 del Premio al Mejor Guion por De eso no se habla compartido con María Luisa Bemberg

## Televisión
Guionista
- Tarde en la noche (2002)
- Sebastián y su amigo el artista (1991)